# Paullinia mollicoma
Paullinia mollicoma är en kinesträdsväxtart som beskrevs av Julian Alfred Steyermark. Paullinia mollicoma ingår i släktet Paullinia och familjen kinesträdsväxter. Inga underarter finns listade i Catalogue of Life.